# Német Szocialista Egységpárt
A Német Szocialista Egységpárt (NSZEP) (németül Sozialistische Einheitspartei Deutschlands, SED) 1946-ban alakult meg Németország szovjet megszállási övezetében, majd az 1949-ben megalakult pártállami Német Demokratikus Köztársaság állampártja, politikai vezető ereje volt 1989-ig. A rendszerváltás után elvesztette vezető szerepét és a Demokratikus Szocializmus Pártja (Partei des Demokratischen Sozialismus, PDS) (1990-2007) néven alakult újjá.

## Elnevezése
A német név egészen pontos magyar fordítása Németország Szocialista Egységpártja lenne. Az NSZEP annak idején több alkalommal kifogásolta magyar testvérpártjánál, az MSZMP-nél, hogy miért nem a pontos elnevezést használják a pártra Magyarországon. A magyar fél nyelvi okokra hivatkozva hárította el ezt, mondván, hogy ez a kifejezés így túlságosan erőltetetten hangzana magyar nyelven. A valódi ok azonban politikai volt, Magyarország igyekezett magát távol tartani a belnémet feszültségektől, az ilyen elnevezések pedig mintegy igényt tartalmaztak az egész Németország képviseletére. Hasonlóképpen alkalmazta a magyar hivatalos nyelv Nyugat-Németországra a Német Szövetségi Köztársaság elnevezést, pedig pontosan Németországi Szövetségi Köztársaság lett volna, avagy a Német Szociáldemokrata Párt nevet a Németország Szociáldemokrata Pártja helyett.